# Polzela

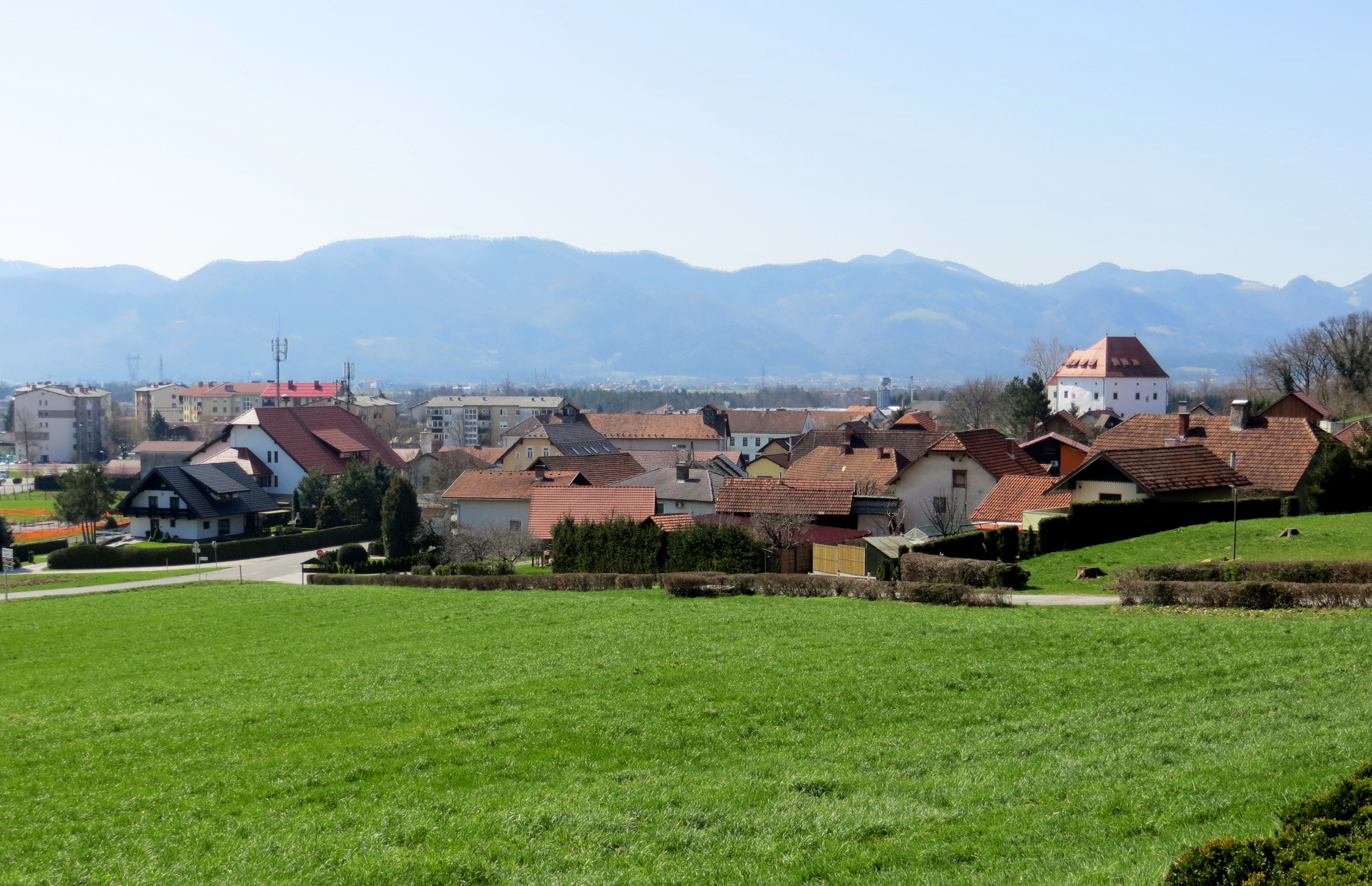
Ansicht von Polzela

Die Ortschaft Polzela (deutsch: Heilenstein) ist Hauptort und Verwaltungszentrum der acht Ortschaften umfassenden Gemeinde Polzela in der historischen Landschaft Štajerska, Region Savinjska, in Slowenien.

## Lage
Die Ortschaft liegt an der Savinja unterhalb des Berges Gora Oljka.

## Sehenswürdigkeiten
- Burg Polzela
- Park und Herrenhaus Šenek